# Cor neolític de les Òrcades
El Cor neolític de les Òrcades comprèn un conjunt de jaciments neolítics que es troben a les Òrcades, al nord d'Escòcia.
Skara Brae, Maeshowe, l'anell de Brodgar i les roques de Stenness formen el lloc Patrimoni de la Humanitat nomenat per la Unesco com a Cor neolític de les Orcades i que va ser inscrit l'any 1999.
Situat a la part occidental de l'illa Mainland de les Òrcades. Aquesta petita àrea ha proporcionat un ric patrimoni arqueològic en un lloc que està relativament allunyat dels principals centres de població d'Escòcia i d'altres parts d'Europa amb gran densitat de població. No obstant això, seria un error imaginar que, a causa que les Illes Òrcades són així avui, això hagi estat sempre així. Hi ha una quantitat substancial d'evidències que suggereixen que una part de les illes més petites de les Illes Britàniques van desenvolupar una societat avançada en el Neolític, que va tenir diversos segles més temps per desenvolupar-se al territori de l'illa principal, Gran Bretanya. També és clar que, si bé el flux d'idees i tecnologies a Gran Bretanya ha estat sovint des del sud cap al nord, en aquest moment, és evident que les Illes Òrcades van exercir un paper important en el desenvolupament de la cultura neolítica britànica.
També existeix la possibilitat que les diferències tribals fossin part del paisatge cultural del Neolític. La ceràmica de Unstan s'associa amb petits assentaments com Knap of Howar, i les tombes compartimentades, com Midhowe. La ceràmica de Grooved, per contra, tendeix a associar-se amb assentaments més grans, com Skara Brae i Barnhouse, i amb el tipus de tomba Maeshowe.

## Complexes
| Codi    | Nom                | Coordenades                                                                                                   | Construcció      |
| ------- | ------------------ | --- | ---------------- |
| 514-001 | Maes Howe          | 58° 59′ 45.8″ N, 3° 11′ 19.2″ O / 58.996056°N,3.188667°O /, (Cor neolític de les Òrcades: Maes Howe)          | Túmul            |
| 514-002 | Roques de Stenness | 58° 59′ 38.7″ N, 3° 12′ 34.1″ O / 58.994083°N,3.209472°O /, (Cor neolític de les Òrcades: Roques de Stenness) | Megàlits         |
| 514-003 | Anell de Brodgar   | 59° 00′ 3.8″ N, 3° 13′ 50.2″ O / 59.001056°N,3.230611°O /, (Cor neolític de les Òrcades: Anell de Brodgar)    | Cromlec          |
| 514-004 | Skara Brae         | 59° 02′ 54.4″ N, 3° 20′ 31.7″ O / 59.048444°N,3.342139°O /, (Cor neolític de les Òrcades: Skara Brae)         | Lloc prehistòric |

També existeixen un cert nombre de sepultures, llocs de cerimònia i d'assentament no explorats encara. El conjunt és un testimoniatge de la importància de la vida en comunitat i del desenvolupament cultural en aquest remot arxipèlag fa uns 5000 anys.